# Дивизма крупноцветна
Дивизма крупноцветна или лопен, краљевска свећа, болов реп, свећњак (лат. Verbascum phlomoides) је биљка из породице струпниковица (Scrophulariaceae). Роду Verbascum припада око 250 врста.

## Опис биљке
Вишегодишња зељаста биљка импозантног изгледа за зељасту биљку пошто може да достигне висину и од 120 cm. Читава биљка покривена је меким, филцованим длачицама. Једне године се формира само лисна розета, а тек наредне стабло. Приземни листови су крупни и имају дршку, док су доњи и средњи седећи, а горњи основом обухватају стабло и сви су пепељастосиви или жутозелени. Горњу половину стабла чине цветови сакупљени у густе или растресите гроздасте цвасти, или по неколико цветова формира класове. Цветови су са крупним, жутим круничним листићима споља покривеним звездастим длакама. Прашника има 5, са храпавим прашничким кесама. Боја цветова може бити бела или пурпурна. Цвета у периоду од јула до августа. Свежи цветови имају непријатан мирис, док суви миришу на мед. Плод је чахура покривена кратким длакама и са семеном призматичног облика.

## Ареал распрострањености
Аутохтоно расте у Западном делу Азије и на простору Европе.

## Станиште
Расте на отвореним стаништима, ливадама, ивицама шума, огољеним падинама, поред путева...

## Расејавање и размножавање
Расејавање се врши инсектима, а размножавање семеном.

## Порекло назива
Латински назив рода Verbascum, води порекло од речи барба што означава браду, вероватно због храпавих листова.

## Дрога и хемијски састав
Користе се крунични листићи који лако отпадају када се стабло протресе. (Суви цветови лако повуку влагу па се зато, пошто се осуше, стављају у стаклене тегле у којима се могу чувати до годину дана.) У цветовима, као и у целој биљци, налазе се сапонини, слуз, шећер, мало гуме, жуте боје, танина и врло мало етарског уља. 

## Лековито дејство
Дивизма улази у састав тзв. грудног чаја, јер слузима облаже слузокожу дисајних органа, смирује надражење слузокоже, истовремено олакшава избацивање секрета. Сируп од цветова је погодно правити током периода цветања биљке, тако што се латице сместе у тегле и дода шећер, као би на сунчаном месту се формирао сируп, погодан код прехлада. На сличан начин облаже и слузокожу црева па се користи у лечењу улцерација (чирева), хемороида, а споља рана и чирева, при чему се користе листови дивизме. Препоручује се и астматичарима, против нервозе, дрхтавице, сметњи у срчаном ритму а делује и као благи диуретик (поспешује мокрење). За лечење рана, чирева, лишајева, спољашњих хемороида спрема се уље у коме се кувају свежи цветови дивизме. Упорни и дуготрајни кашаљ може се олакшати употребом млека у коме су кувани свежи цветови.
У терапеутским дозама, којих се обавезно треба придржавати, нема нежељеног деловања, али, због садржаја сапонина потребна је умереност у коришћењу ове биљке.

## Галерија
- цвет
- лисна розета